# デモンブライド
『デモンブライド』(Daemon Bride)は、エクサムが開発・販売した2D対戦型格闘ゲームのタイトル。

## 概要
同社の『アルカナハート』とはうって変わり、天使と悪魔の戦いをイメージした作品である。登場キャラクターはそれぞれ、「ブライド」と呼ばれる天使か悪魔と契約している。
2011年11月24日にキャラ追加版となる『デモンブライド アディショナルゲイン』が稼動開始した。

## 登場キャラクター

### 天使の契約者
皇久遠（すめらぎ くおん）
声：宮野真守
契約ブライド：天使ミカエル
声：能登麻美子
獅堂明日真（しどう あすま）
声：伊藤健太郎
契約ブライド：天使ウリエル
声：小山力也
三月原結 エメリア（みつきはら ゆい エメリア）
声：佐藤利奈
契約ブライド：天使メタトロン
声：遠藤大輔
リヒト・ウルフスタン・シュヴァルツ
声：小野大輔
契約ブライド：天使ハニエル
声：齋藤彩夏
帷乃亜（とばり のあ）
声：齋藤彩夏
契約ブライド：天使ガブリエル
声：佐藤利奈
皇にぃな（すめらぎ にぃな）
声：花澤香菜
契約ブライド：天使ザドキエル
声：小野大輔
橘蒼矢（たちばな そうや）
声：中村悠一
契約ブライド：天使ラファエル
声：佐藤利奈

### 悪魔の契約者
天羽零彗（あばね れいぜい）
声：谷山紀章
契約ブライド：悪魔ルシフェル
声：加藤英美里
闇咲紅花（やみさか くれは）
声：能登麻美子
契約ブライド：悪魔アスモデウス
声：中村悠一
イヴ
声：渕上舞
契約ブライド：悪魔ベルゼブブ
声：遠藤大輔
ぺこ丸（ぺこまる）
声：遠藤大輔
契約ブライド：悪魔サタン
声：伊藤健太郎
ドーン
声：小山力也
契約ブライド：悪魔マモン
声：吉野裕行
ダスク
声：吉野裕行
契約ブライド：悪魔アスタロト
声：渕上舞
しふぉん
声：加藤英美里
契約ブライド：悪魔レヴィアタン
声：遠藤大輔

### 隠しキャラクター
ジャッジ
声：宮野真守
契約ブライド：堕天使ミカエル
声：能登麻美子
リベリオン
声：谷山紀章
契約ブライド：聖魔ルシフェル
声：加藤英美里

### ボスキャラクター
法皇ディエス・イレ・デウス
声：成田剣
契約ブライド：造物神デミウルゴス

### 『アディショナルゲイン』の追加キャラクター
ピュア
声：花澤香菜
契約ブライド：堕天使ザドキエル
声：小野大輔